# موتس ۷۷۸۷۰
سیارک ۷۷۸۷۰ (به انگلیسی: 77870 MOTESS، نامگذاری:2001SM) هفتاد و هفت هزار و هشتصد و هفتادمین سیارک کشف شده‌است که در ۱۶ سپتامبر ۲۰۰۱ کشف شد.